# Jürgen Windeler

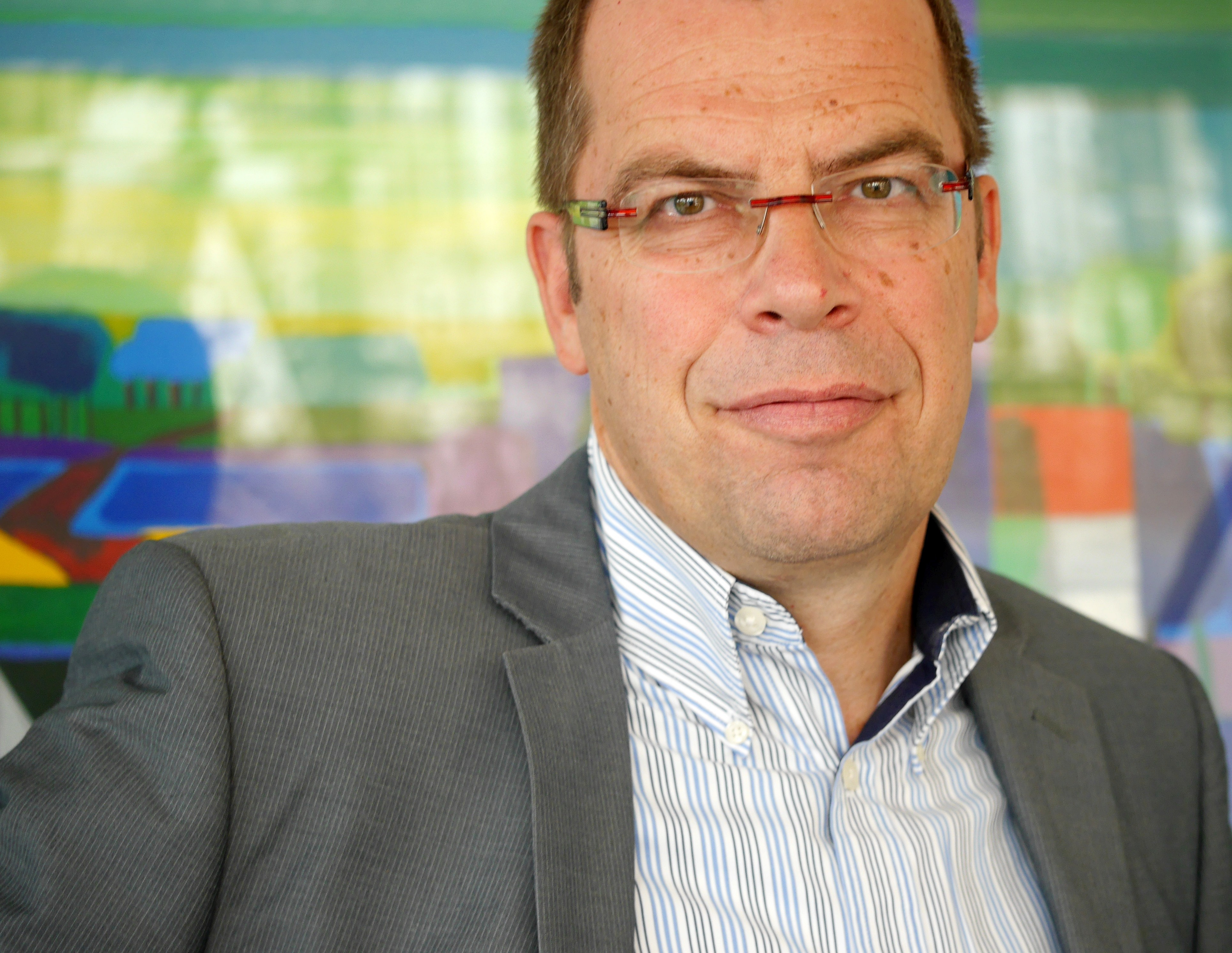
Jürgen Windeler, August 2015

Jürgen Windeler (* 25. Januar 1957 in Hildesheim) ist ein deutscher Arzt und Professor für Medizinische Biometrie und Klinische Epidemiologie.

## Leben
Nach dem Studium der Humanmedizin in Göttingen und Lübeck promovierte Windeler 1985 und war von 1986 bis 1988 Assistenzarzt und wissenschaftlicher Mitarbeiter an den Universitätskliniken Göttingen, Düsseldorf sowie am Ferdinand-Sauerbruch-Klinikum Wuppertal. Anschließend wechselte er an die Abteilung für Medizinische Informatik und Biomathematik der Ruhr-Universität Bochum, wo er sich 1993 habilitierte.
Von 1993 bis 1999 war er stellvertretender Leiter der Abteilung für Medizinische Biometrie an der Universität Heidelberg und war maßgeblich an der Erstellung der Positivliste für Medikamente beteiligt, die nur einen kleinen Teil der ca. 50.000 Arzneimittel, die verschrieben werden können, als medizinisch sinnvoll klassifiziert.
1999 wurde er Leiter des Fachbereichs Evidenzbasierte Medizin des Medizinischen Dienstes des Spitzenverbandes Bund der Krankenkassen (MDS), der die Verbände der gesetzlichen Krankenkassen auf der Bundesebene in medizinischen und pflegefachlichen Grundsatzfragen berät. Von 2004 bis Sommer 2010 war Windeler zusätzlich stellvertretender Geschäftsführer und Leitender Arzt des MDS. Zudem ist er außerplanmäßiger Professor an der Ruhr-Universität Bochum.
Zum 1. September 2010 trat Windeler die Leitung des Instituts für Qualität und Wirtschaftlichkeit im Gesundheitswesen (IQWiG) in Nachfolge von Peter Sawicki an. Am 31. März 2023 trat er in den Ruhestand.

## Arbeitsschwerpunkte
Windeler gilt als Experte für die qualitative Bewertung medizinischer Maßnahmen und dabei insbesondere zur Wirksamkeits- und Risikoabschätzung therapeutischer und diagnostischer Verfahren. In einem Interview zum Ende seiner Tätigkeit beim IQWiG kam er zu der Auffassung, dass das deutsche Gesundheitssystem keine grundsätzlichen Qualitätsmängel aufweist, aber dass das Arztgespräch oft zu kurz kommt und zu viele nicht ausreichend erforschte Medikamente und Methoden eingesetzt werden.

## Ausgewählte Aufgaben und Funktionen
- Mitglied der Aufbereitungskommission B 5 des Bundesgesundheitsamtes 1992–1994
- Mitglied im Institut für die Arzneimittelverordnung in der gesetzlichen Krankenversicherung (IAK; Positivliste) 2000–2003
- Mitglied der Expertengruppe "Off-Label-Use" beim BfArM 2003–2005
- Vorsitzender des Deutschen Netzwerks Evidenzbasierte Medizin (DNEbM) 2005–2007
- Außerordentliches Mitglied der Arzneimittelkommission der deutschen Ärzteschaft (AkdÄ) seit 2006
- Co-Editor der Zeitschrift für Evidenz, Fortbildung und Qualität im Gesundheitswesen (ZEFQ)

## Veröffentlichungen (Auswahl)
- J. Windeler, S. Lange: Methodische Anforderungen an klinische Studien und ihre Interpretation. In:  Bundesgesundheitsblatt – Gesundheitsforschung – Gesundheitsschutz. 2009; 52 (4): 394–401.  doi:10.1007/s00103-009-0826-4
- J. Windeler: Methodische Grundlagen einer evidenzbasierten Medizin. In: Gesundheitswesen 2008; 70(7): 418–430. doi:10.1055/s-2007-986350
- J. Windeler: Medizinische Versorgung gestalten – evidenzbasierte Medizin als Chance. In: Gesundheitswesen 2003; 65(3): 149–154. doi:10.1055/s-2003-38519
- als Hrsg. mit Reinhold Haux, Axel W. Bauer, Wolfgang Eich, Wolfgang Herzog, Johann Caspar Rüegg: Wissenschaftlichkeit in der Medizin, 2: Physiologie und Psychosomatik. Versuche einer Annäherung. Frankfurt am Main 1998.
- Pubmed: Publikationen J. Windeler